# Dammen, Helsingfors
Dammen (fi. Patola) är en del av Åggelby distrikt i Helsingfors stad. 
Dammen är ett bostadsområde i stadsdelen Åggelby på den nordvästra sidan av Stambanan. Åggelby station ligger vid områdets sydöstra gräns. 